# Alfa Laval
Alfa Laval AB (före 1993 Alfa-Laval, med bindestreck) är en världsledande tillverkare av pumpar, ventiler, värmeväxlare och separatorer, grundat 1883 som AB Separator.

## Historia

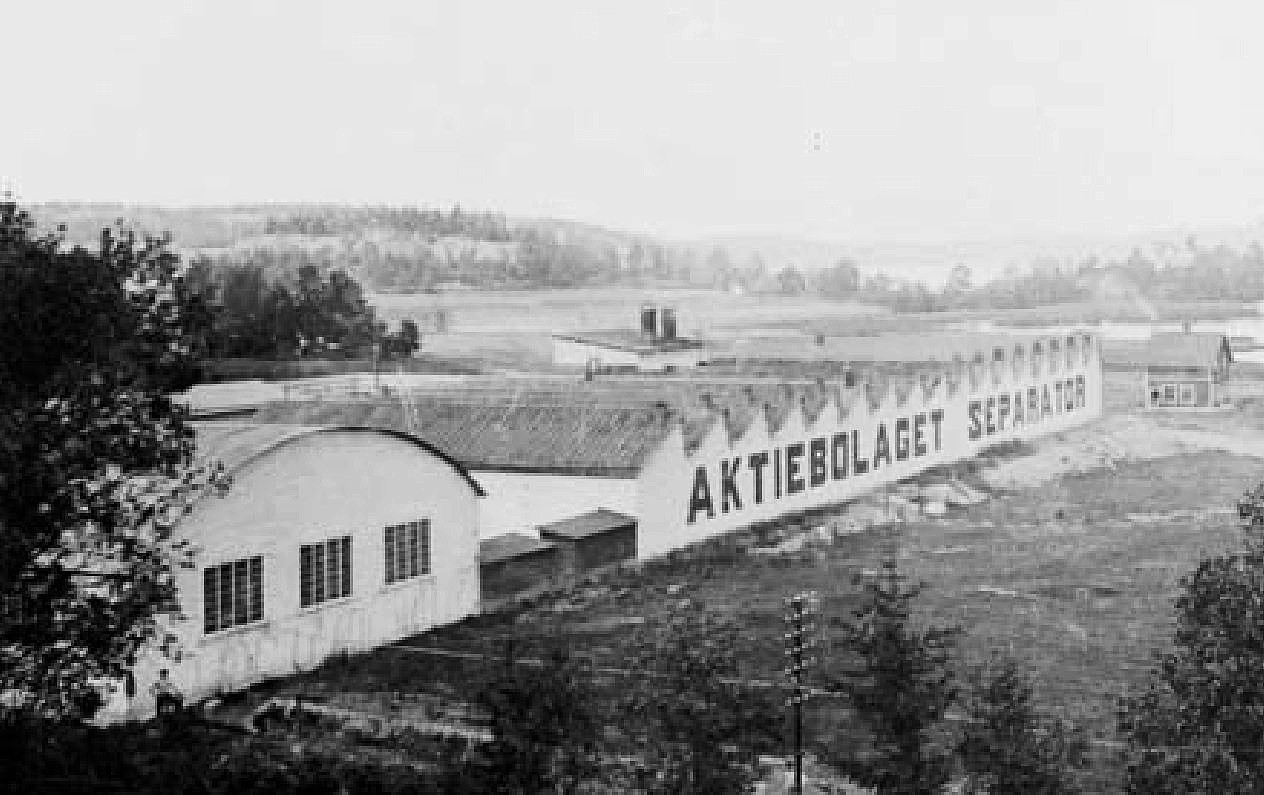
AB Separators gjuteri vid Tullingesjön.

AB Separator grundades av Gustaf de Laval och Oscar Lamm J:r, men redan 1878 hade Oscar Lamm J:r sålt separatorer utvecklade av Gustaf de Laval i sin maskinfirma. Fabriken låg i kvarteret Brädstapeln på Kungsholmen i Stockholm. Här uppfördes även företagets huvudkontor, nuvarande fastigheten Klamparen 8 efter ritningar av arkitekt Johan Laurentz. Under de första åren var Oscar Lamm J:r både styrelseordförande och VD, men efter en schism med Gustaf de Laval lämnade han bolaget 1886. Året efter, 1887, anställdes John Bernström som VD, en post han stannade på till 1911. 1889 förvärvade AB Separator patentet på Alfa-Disc-Separator från uppfinnaren Clemens von Bechtolsheim.

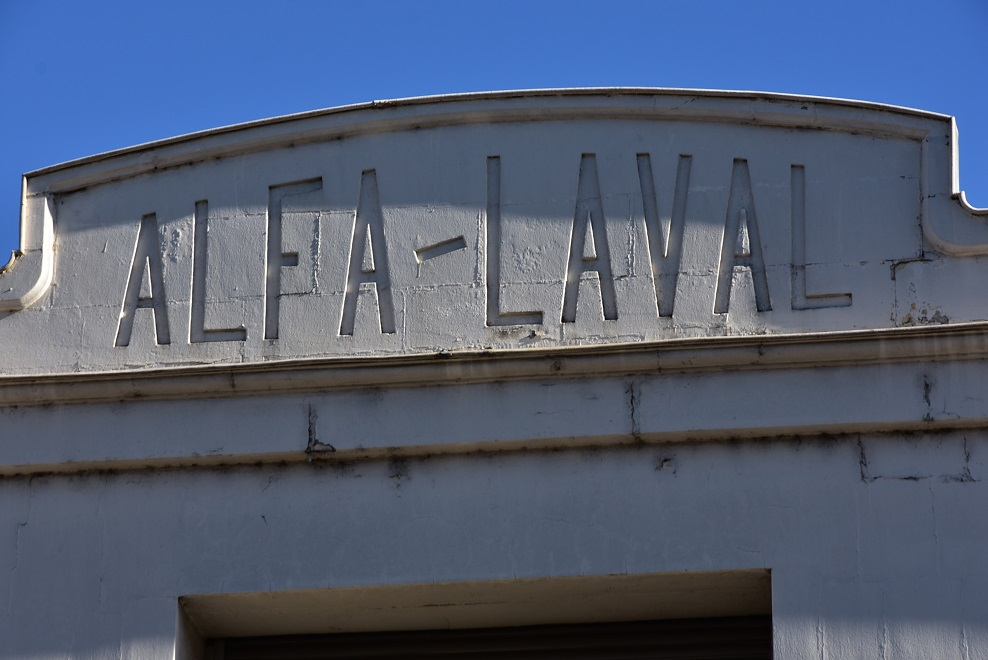
Fronton i en fransk stad -- okänd era

År 1894 köpte Separator Hamra gård vid Tullingesjön som försöksgård och som plats för kommande fabriksverksamhet. Ett gjuteri uppfördes 1899-1900. Intill gjuteriet byggdes även förmansbostad, kontor och ett tiotal arbetarbostäder, de så kallade Röda villorna. Lite längre norrut byggdes mellan 1906 och 1910 ytterligare 16 arbetarbostäder, de så kallade Vita villorna. Varje villa rymde lägenheter för fyra familjer. Röda villorna revs i början av 1980-talet medan Vita villorna existerar fortfarande.

## Flytten till Tumba
Tankar att flytta hela verksamheten inklusive huvudkontor utanför staden hade funnits sedan 1920-talet. 1962 hade fabriksverksamheten flyttat till Tumba i Botkyrka kommun och i mitten av 1960-talet följde även huvudkontoret dit ut. Fabrikslokalerna och huvudkontoret ritades av arkitekt Lars Carlsson. Kontorsbyggnaden fick elva våningar och fasader klädda i aluminiumpaneler. Entrén smyckades med en relief i förgyllt järn utfört av Stig Lindberg och kallat Sekvens. Det höga, smala huset med sina långa fönsterband är fortfarande ett landmärke i omgivningen och idag huvudkontoret för Alfa Laval Nordic AB. I samband med flytten från Kungsholmen 1963 bytte AB Separator namn till Alfa-Laval AB. Bolaget var noterat på Stockholms Fondbörs till 1991, då det förvärvades av AB Tetra Pak. 2002 börsnoterades bolaget på nytt.

## Nutid
Alfa Laval har sitt huvudkontor och tillverkning av värmeväxlare i Lund. Företaget har även ett stort kontor i Tumba i Botkyrka kommun. Utöver tillverkningsenheterna i Sverige har Alfa Laval även fabriker och utvecklingsenheter i bland annat Danmark, Frankrike, Finland, Nederländerna, Belgien, Storbritannien, USA, Indien, Italien, Polen, Brasilien och Kina.
Företaget har 20 stora produktionsenheter (12 i Europa, sex i Asien och två i USA) och 70 servicecentra.

## Gamla och nya produkter (urval)

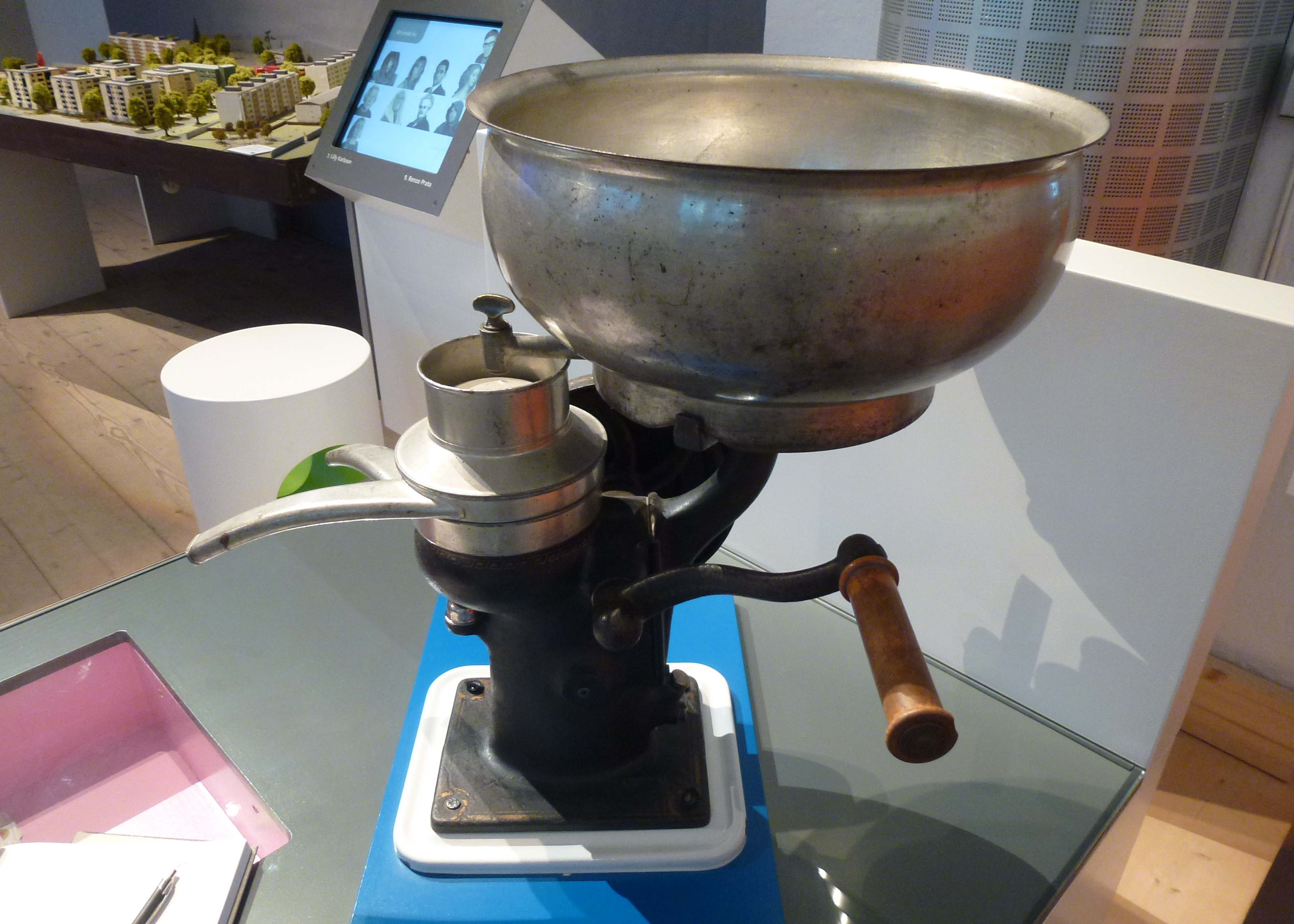
Mindre separator från 1890-talet
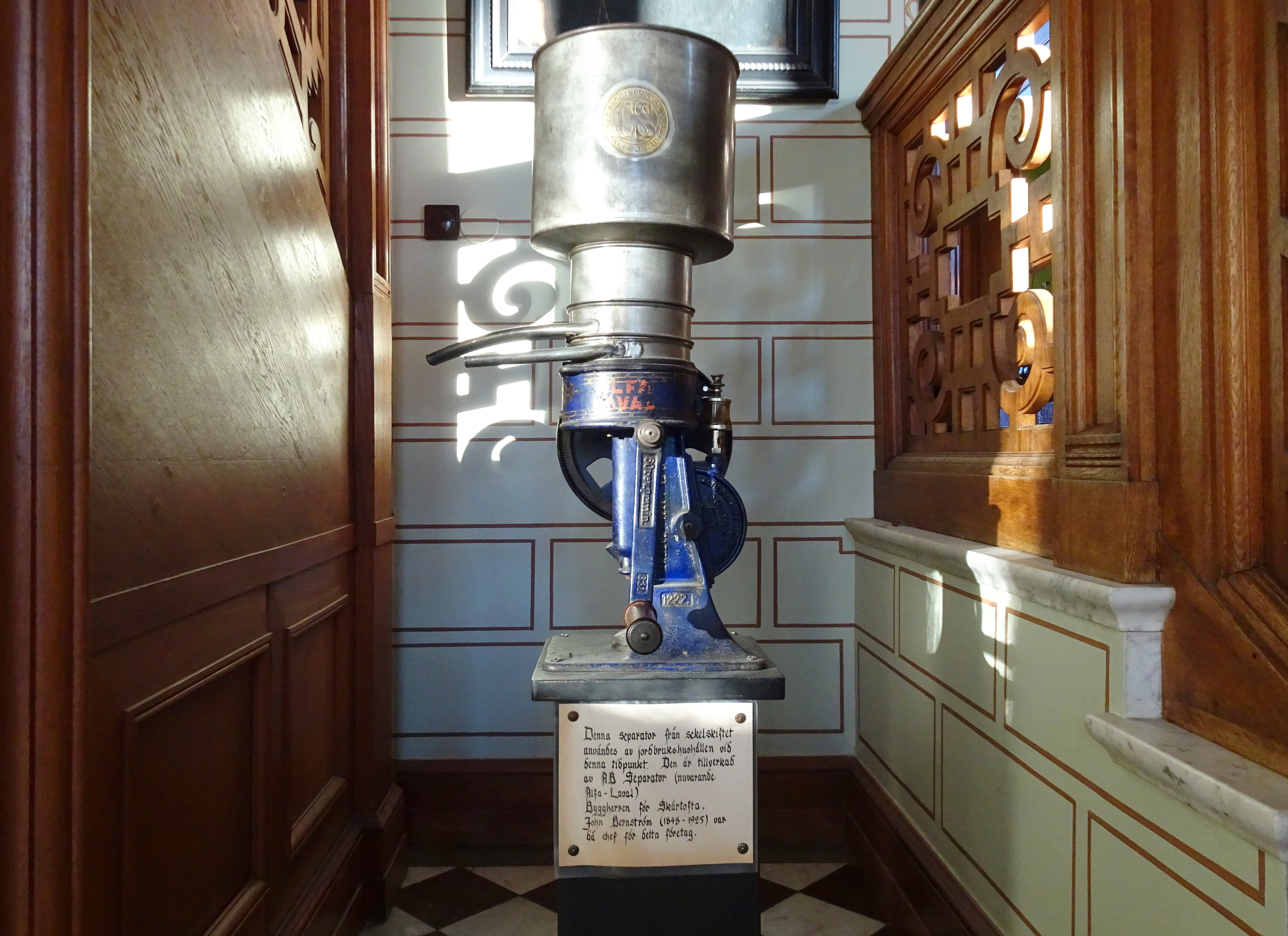
Separator från 1900
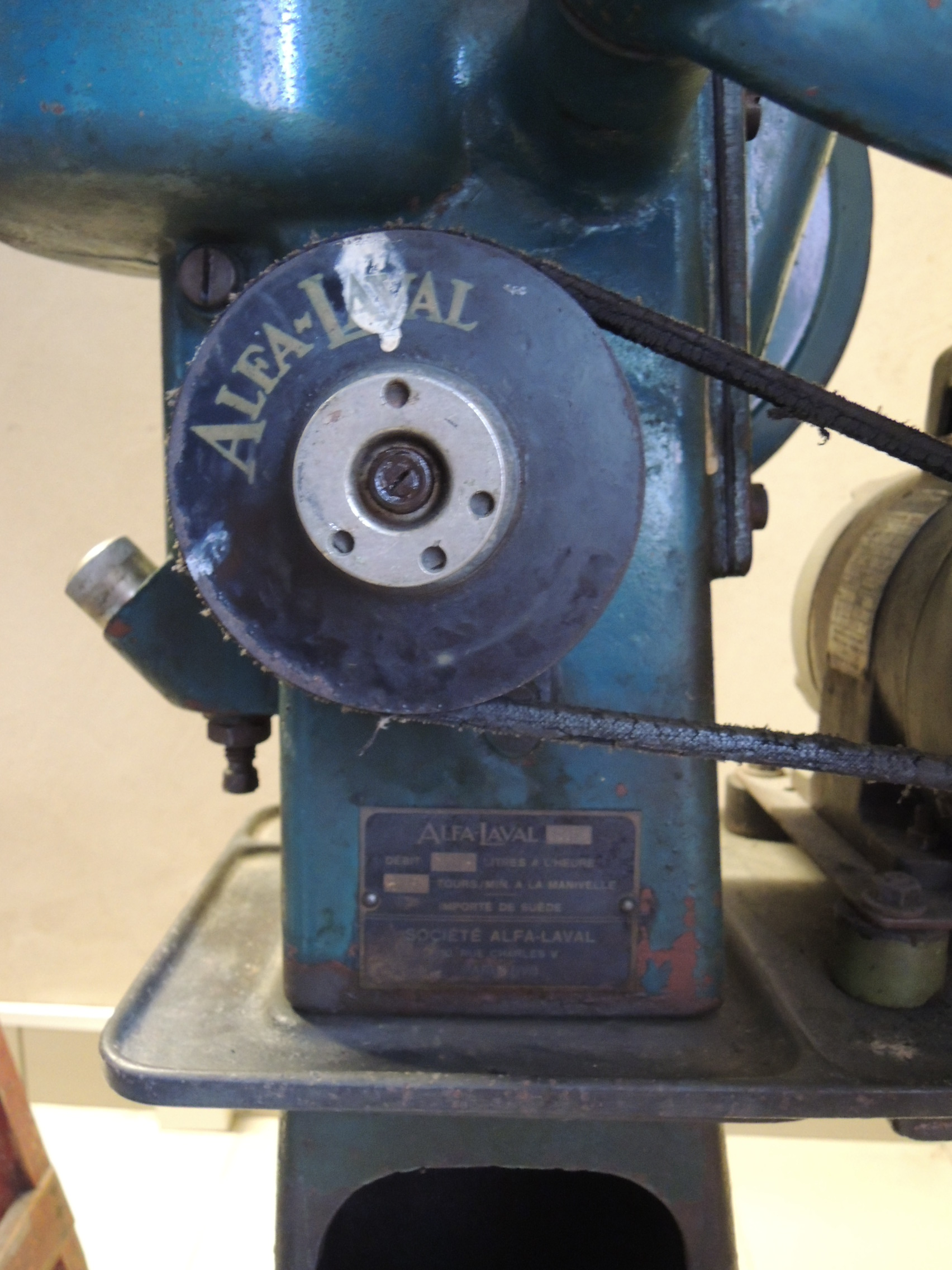
Motordriven centrifug från 1950
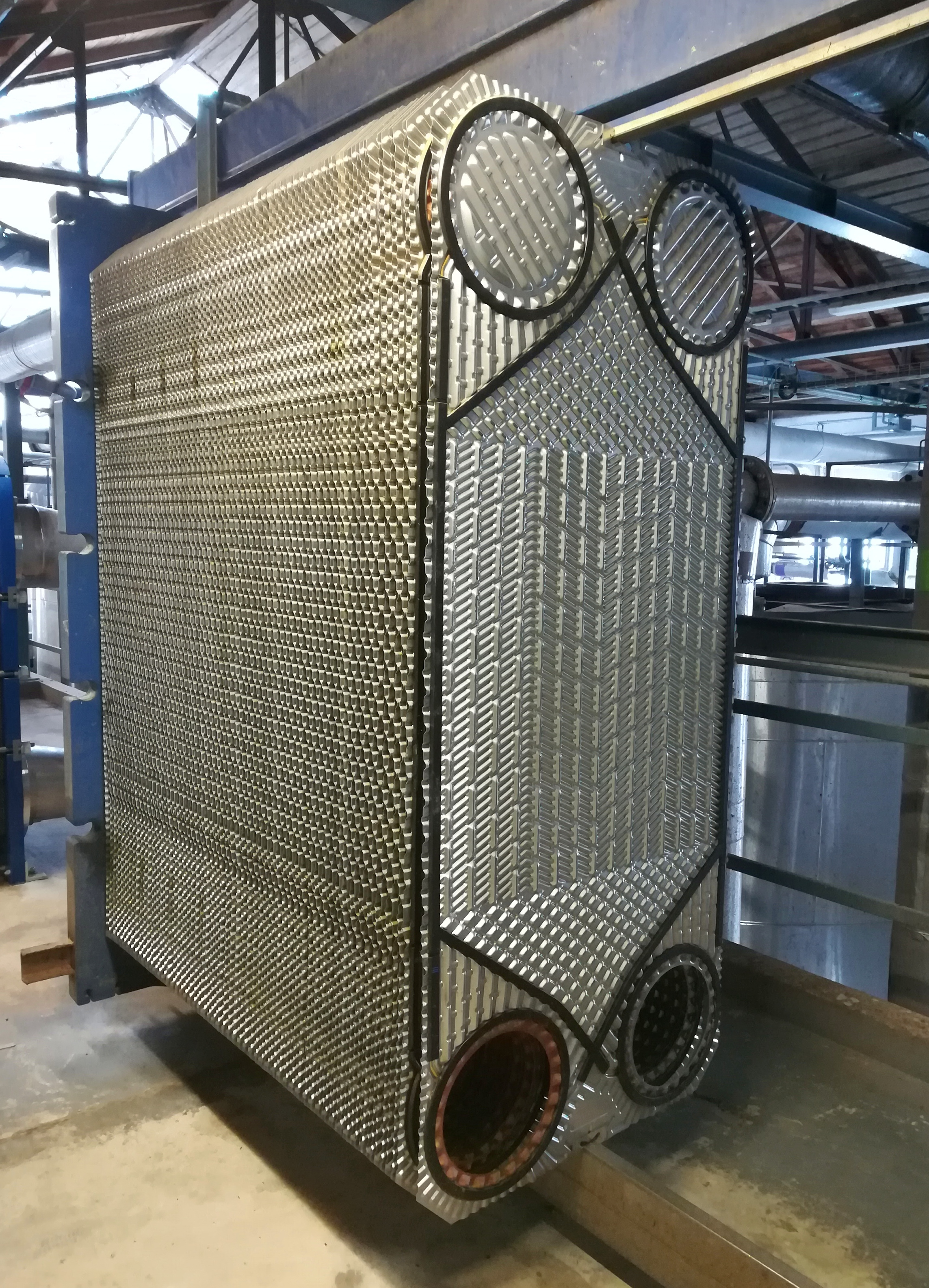
Värmeväxlare från 2018
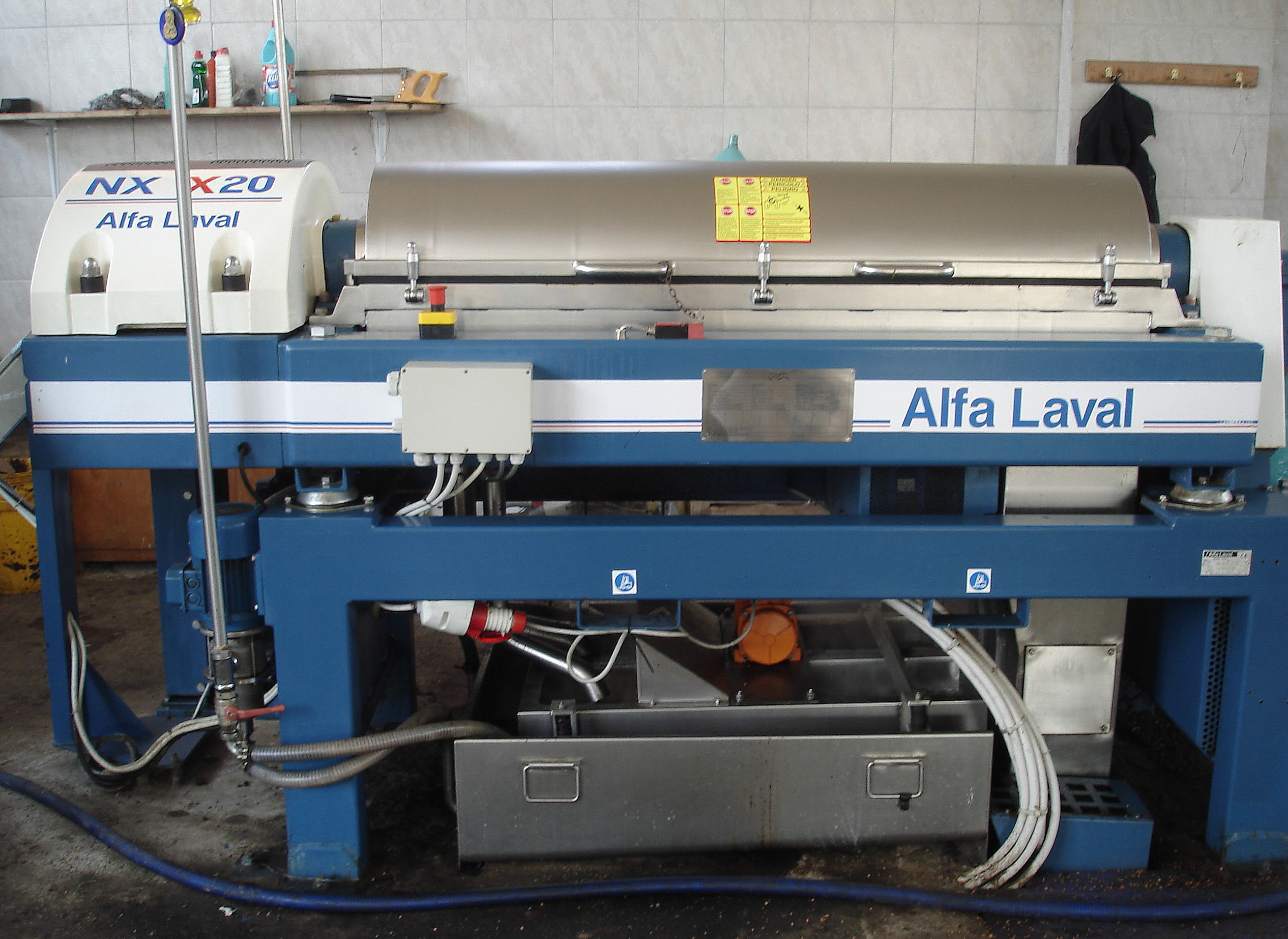
Vätskeseparator (olivolja och vatten) från 2010
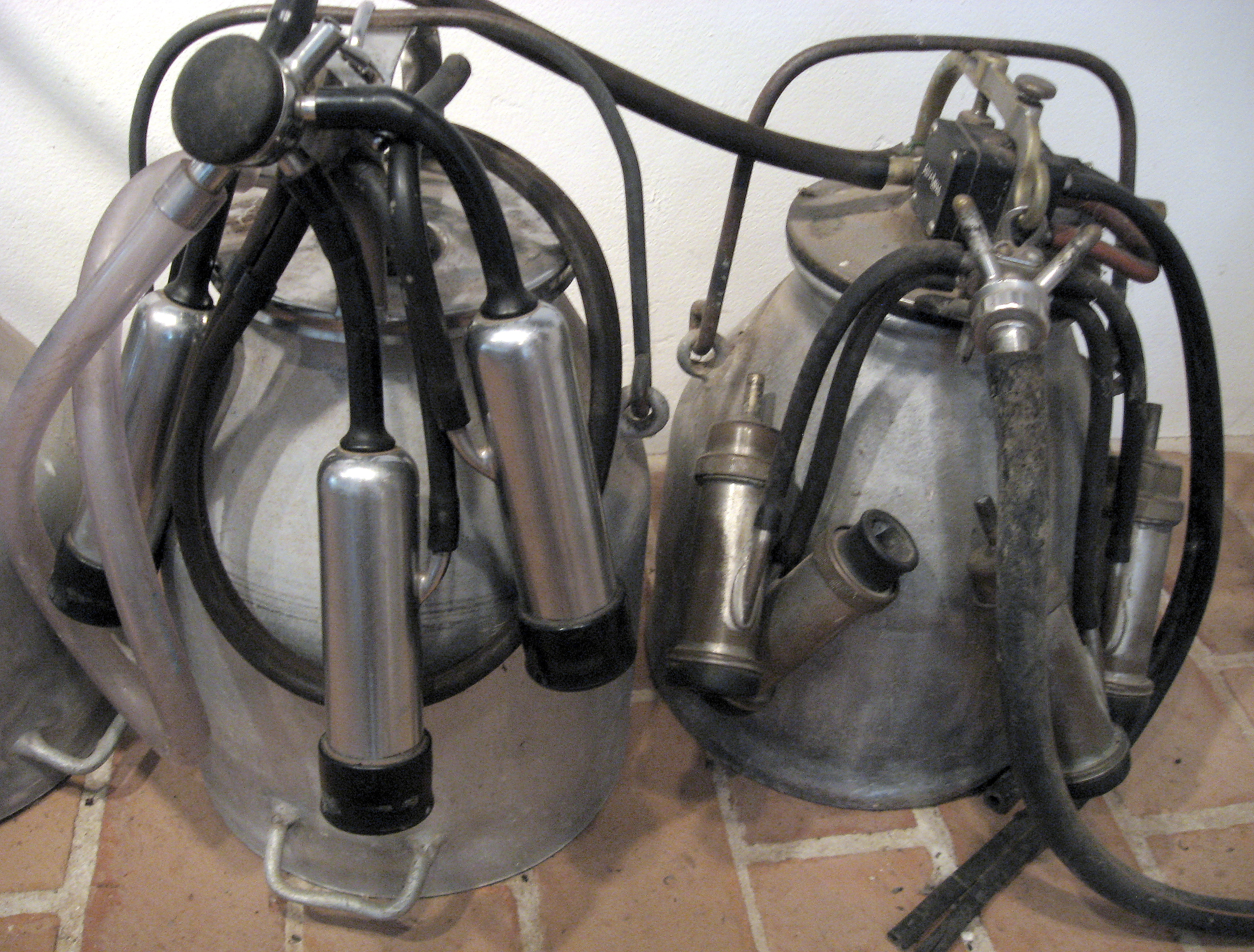
Mjölkmaskin från 2011

## Verkställande direktörer
Alfa Laval har haft följande verkställande direktörer:

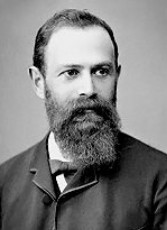
Oscar Lamm.

- Oscar Lamm, 1883–1886
- John Bernström, 1887–1915
- Erik Bernström, 1915–1922
- Axel Wästfelt, 1922–1946
- Harry G. Faulkner, 1946–1960
- Hans Stahle, 1960–1980
- Harry Faulkner, 1980–1989
- Lars Kylberg, 1989–1991
- Lars Halldén, 1991–1992
- Gunnar Brock, 1992–1994
- Leif Rogersson, 1995–1998
- Sigge Haraldsson, 1997–2004
- Lars Renström, 2004–2016
- Tom Erixon, 2016–